# Dornes (Nièvre)
Dornes is een gemeente in het Franse departement Nièvre (regio Bourgogne-Franche-Comté). De plaats maakt deel uit van het arrondissement Nevers. Dornes telde op 1 januari 2022 1.458 inwoners.

## Geografie
De oppervlakte van Dornes bedroeg op 1 januari 2022 39,49 vierkante kilometer; de bevolkingsdichtheid was toen 36,9 inwoners per km².

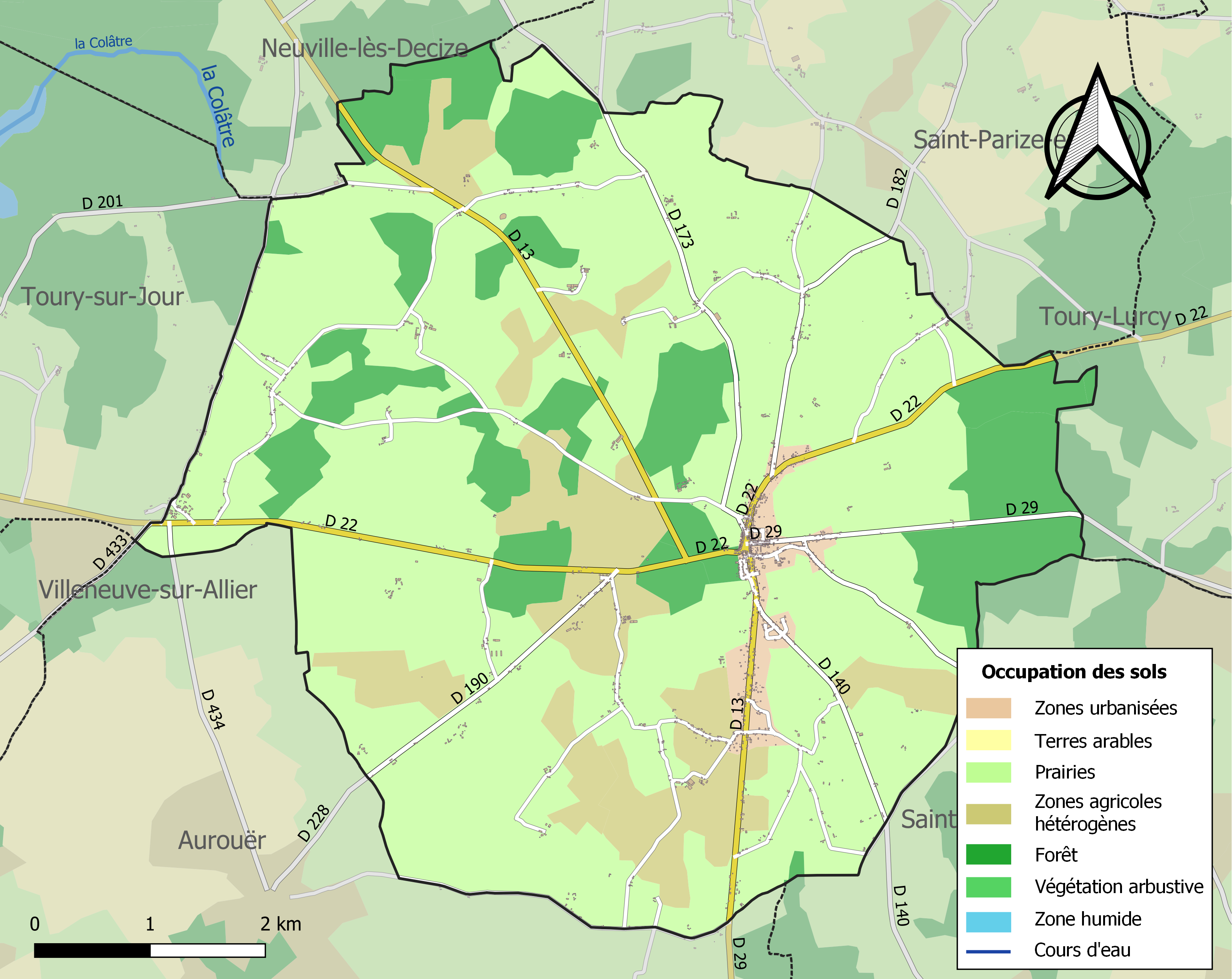
Kaart van de gemeente met de belangrijkste infrastructuur, bodemgebruik en omliggende gemeenten

## Demografie
Onderstaande figuur toont het verloop van het inwonertal (bron: INSEE-tellingen).